# Fabián Larry Estoyanoff Poggio
Fabián Larry Estoyanoff Poggio (nascut a Montevideo el 27 de setembre del 1982) és un futbolista professional uruguaià que juga com a davanter. Ha disputat 30 partits amb la seva selecció.